# Kåltistel
Kåltistel (Cirsium oleraceum) (L.) Scop. är en art i familjen korgblommiga växter. 

## Beskrivning
Kåltisteln är flerårig, och kan bli upp till 1,5 m hög. Blomningstiden är juli till september.
Bladens tornar är mjuka, och sticks nästan inte, varför de inte hindrar tisteln från att betas av boskap.

## Habitat
Kåltisteln är allmän i nordöstra Europa. Den är vanlig i östra Danmark och Skåne, sällsynt i Halland och Västergötland, med enstaka fynd längre norrut. I Finland påträffas den tillfälligt på enstaka platser nära Bottenhavet och Finska viken. Den saknas i Norge med undantag av några lokaler nära gränsen mot Dalsland.        

### Utbredningskartor
- Norden
- Norra halvklotet

## Biotop
Kåltisteln trivs på fuktiga ängar, i dikeskanter, bäckraviner och fuktiga skogar.

## Etymologi
- Cirsium härleds från grekiska kirsion. Namnet har förekommit sen urminnes tider, och har nämnts redan av den grekiske naturforskaren Dioskorides på 50-talet e. Kr.
- Oleraceum är latin, av olus, som betyder grönsak. Enligt Linné syftar det på att man på vissa håll i Ryssland har använt kåltistel till föda. Späda stjälkar lär kunna anrättas som surrogat för sparris. De smakar dock aningen beskt.

## Bilder

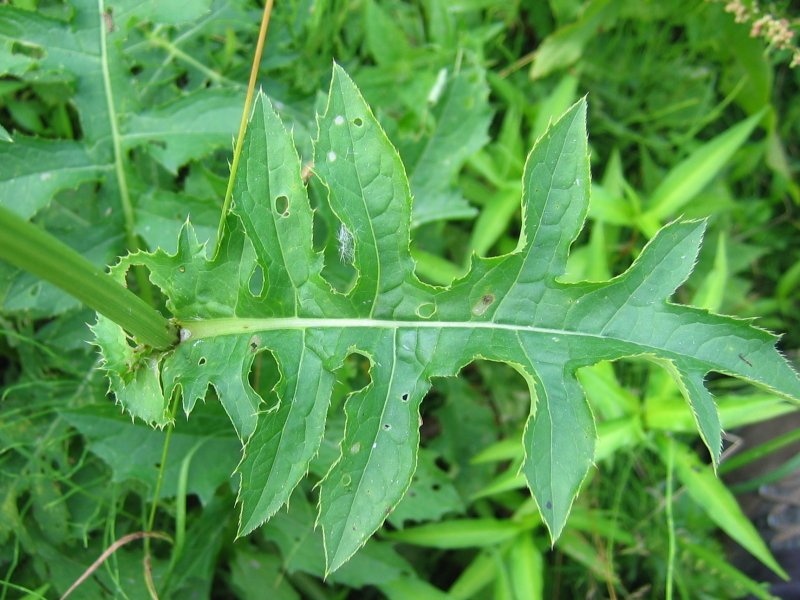
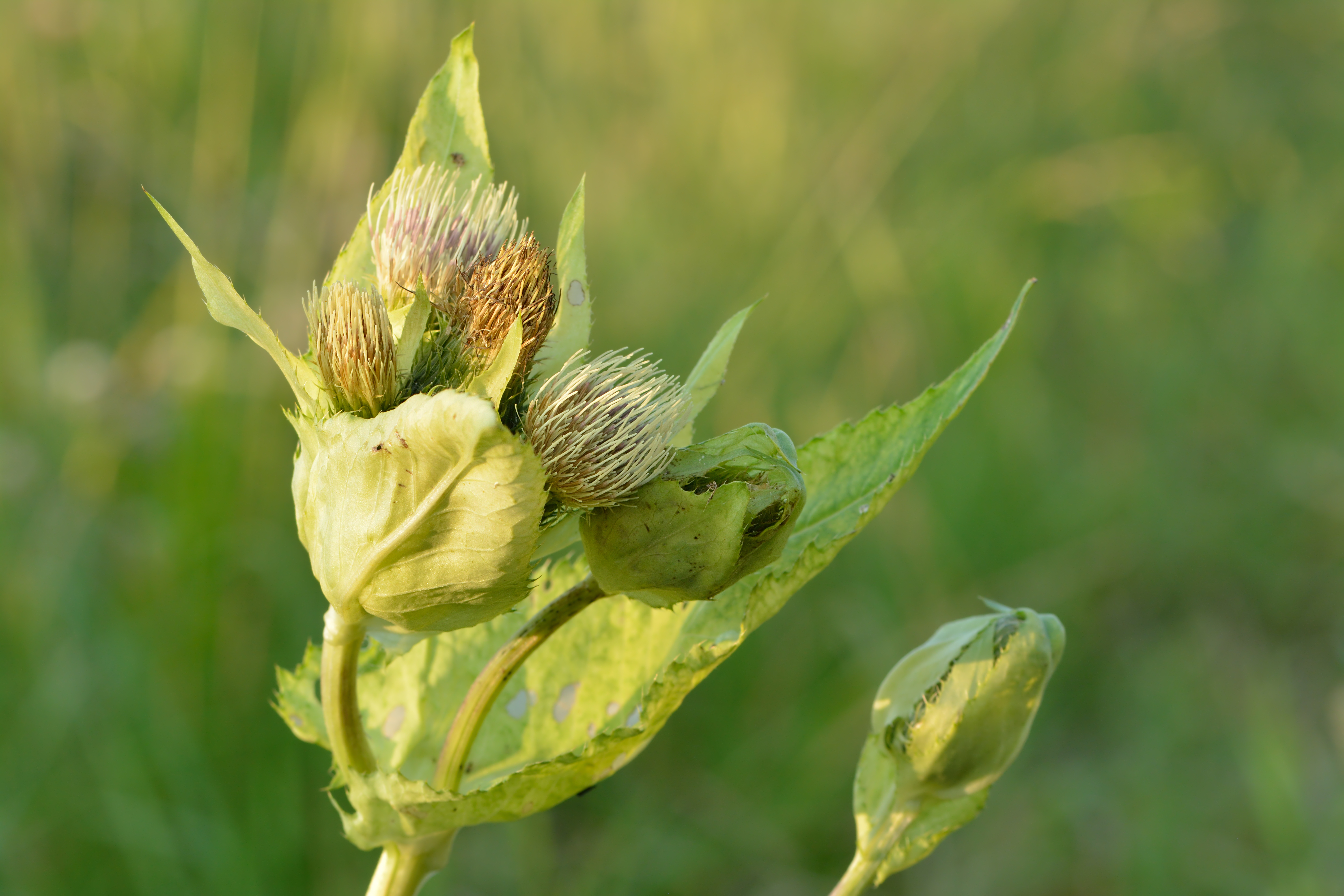
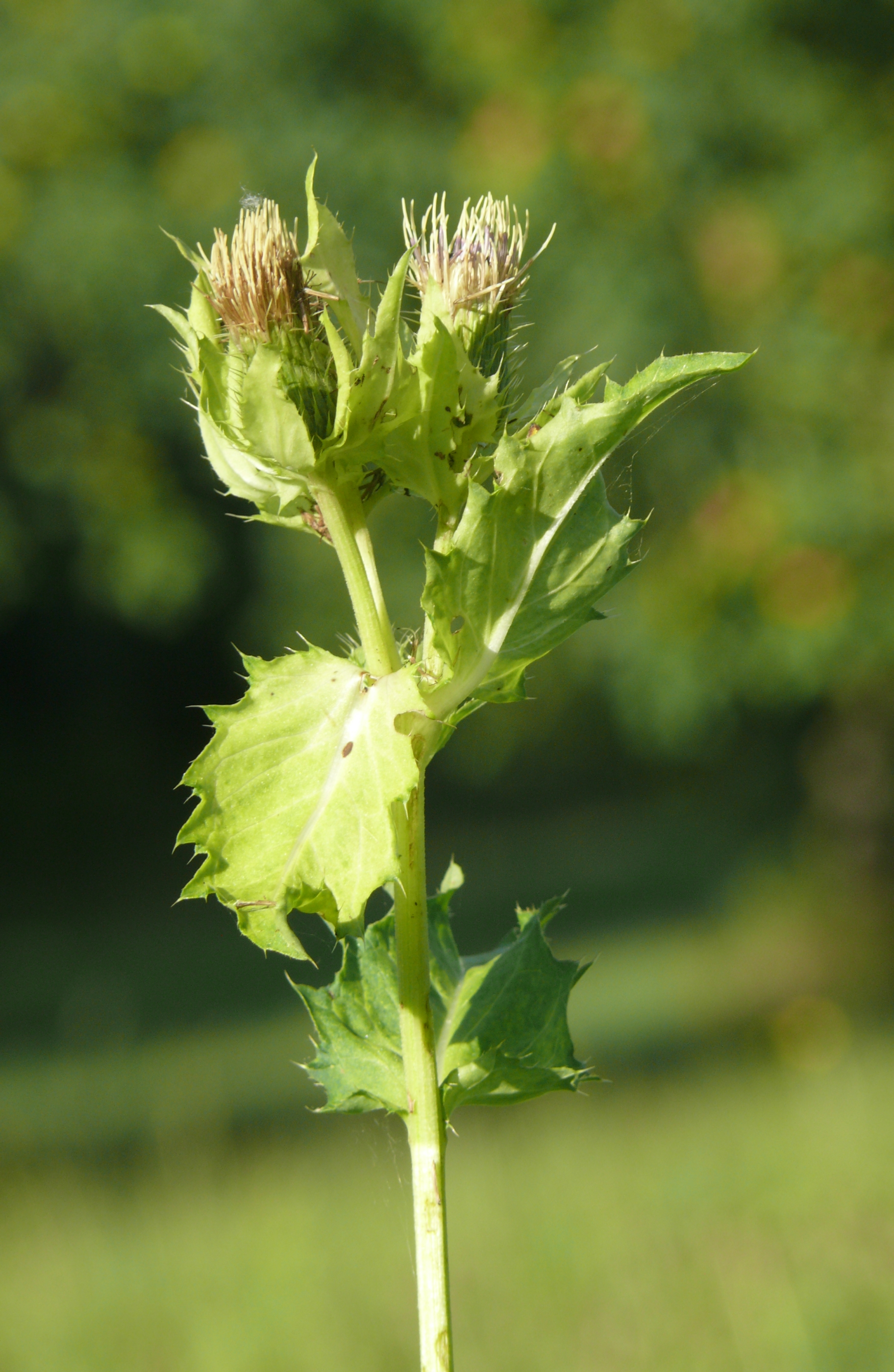
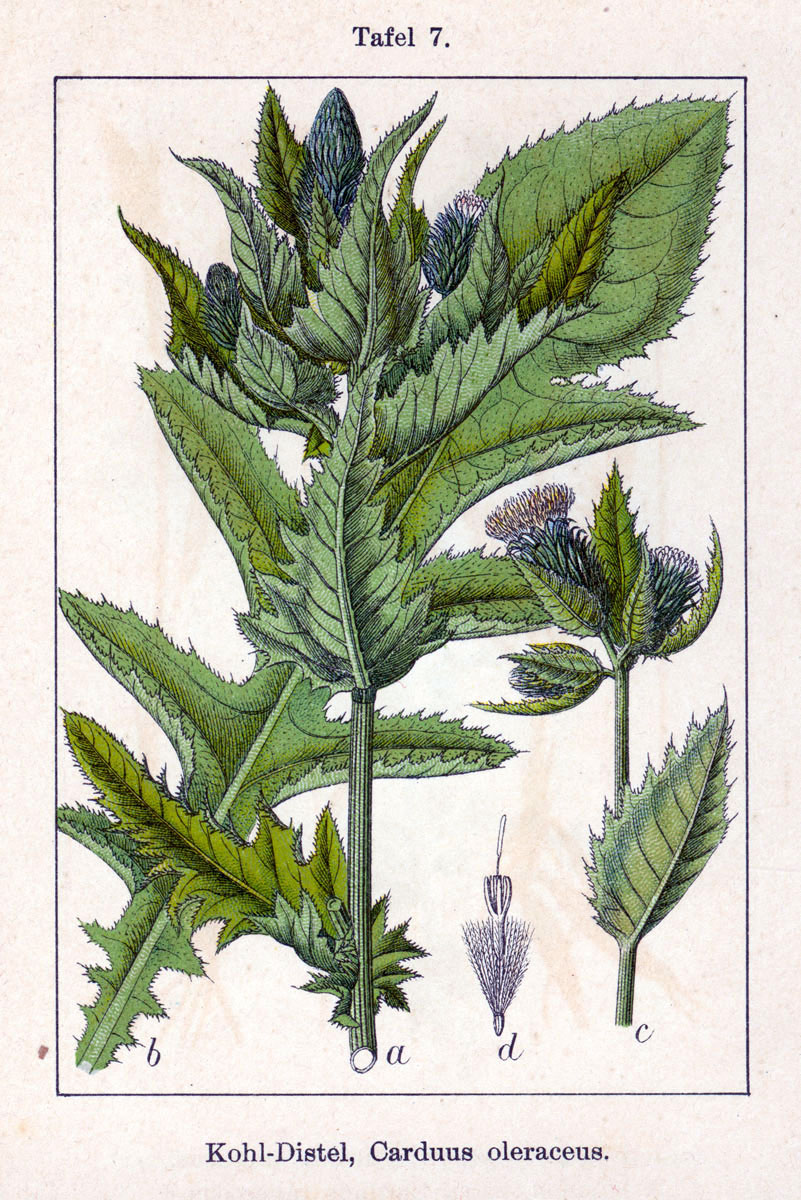